# Vue Rosengård
 For alternative betydninger, se Vue Rosengård (flertydig). (Se også artikler, som begynder med Vue Rosengård)
55°23′2.61″N 10°25′40.02″Ø / 55.3840583°N 10.4277833°Ø
Vue (tidligere CinemaxX Odense) er beliggende som en del af Rosengårdcentret og er blandt de første biografer i Danmark, der kan vise film i billedopløsningen Digital 4K.
Biografen blev i januar 2012 kåret som Årets Biograf 2012 af FAFID. I forbindelse med en ombygning af Rosengårdcentret skiftede CinemaxX Odense i 2022 navn til Vue Rosengård.

## Biografsale[2]
| Sal 1               | Sal 1                                                                                         |
| ------------------- | --------------------------------------------------------------------------------------------- |
| Antal sæder         | 286                                                                                           |
| Lærredets størrelse | 11,34 mx 4,8 m (54 m2)                                                                        |
| Lyd                 | Meyer Sound EXP + Dolby Surround 7.1                                                          |
| Teleslynge          | Ja                                                                                            |
| Handicapadgang      | Ja                                                                                            |
| Andet               | Loveseats på bagerste række. Kan vise 3D, HFR, Sony 4K. Der findes VIP-sæder på række 8 og 9. |

| Sal 2               | Sal 2                                                                                      |
| ------------------- | ------------------------------------------------------------------------------------------ |
| Antal sæder         | 166                                                                                        |
| Lærredets størrelse | 9,83 m x 4,3 m (42 m2)                                                                     |
| Lyd                 | Dolby Surround 7.1                                                                         |
| Teleslynge          | Ja                                                                                         |
| Handicapadgang      | Ja                                                                                         |
| Andet               | Loveseats på bagerste række. Kan vise 3D og Sony 4K. Der findes VIP-sæder på række 7 og 8. |

| Sal 3               | Sal 3                                                                                      |
| ------------------- | ------------------------------------------------------------------------------------------ |
| Antal sæder         | 166                                                                                        |
| Lærredets størrelse | 9,71 m x 4,28 m (42 m2)                                                                    |
| Lyd                 | Dolby Surround 7.1                                                                         |
| Teleslynge          | Ja                                                                                         |
| Handicapadgang      | Ja                                                                                         |
| Andet               | Loveseats på bagerste række. Kan vise 3D og Sony 4K. Der findes VIP-sæder på række 7 og 8. |

| Sal 4               | Sal 4 |
| ------------------- | --- |
| Antal sæder         | 78 |
| Lærredets størrelse | 6,89 m x 3,1 m (21 m2)                                                                                       |
| Lyd                 | Dolby Surround 7.1                                                                                           |
| Teleslynge          | Ja |
| Handicapadgang      | Ja |
| Andet               | Loveseats på bagerste række med opløftelige armlæn. Kan vise 3D og Sony 4K. Der findes VIP-sæder på række 6. |

| Sal 5               | Sal 5                                                                                                  |
| ------------------- | --- |
| Antal sæder         | 79 |
| Lærredets størrelse | 7 m x 3,1 m (22 m2)                                                                                    |
| Lyd                 | Dolby Surround 7.1                                                                                     |
| Teleslynge          | Ja |
| Handicapadgang      | Ja |
| Andet               | Loveseats på bagerste række med opløftelige armlæn. Kan vise Sony 4K. Der findes VIP-sæder på række 6. |

| Sal 6               | Sal 6                                                                                                  |
| ------------------- | --- |
| Antal sæder         | 79 |
| Lærredets størrelse | 6,84 m x 3,15 m (22 m2)                                                                                |
| Lyd                 | Dolby Surround 7.1                                                                                     |
| Teleslynge          | Ja |
| Handicapadgang      | Ja |
| Andet               | Loveseats på bagerste række med opløftelige armlæn. Kan vise Sony 4K. Der findes VIP-sæder på række 6. |

| Sal 7               | Sal 7                                                                                                  |
| ------------------- | --- |
| Antal sæder         | 78 |
| Lærredets størrelse | 6,84 m x 3,15 m (22 m2)                                                                                |
| Lyd                 | Dolby Surround 7.1                                                                                     |
| Teleslynge          | Ja |
| Handicapadgang      | Ja |
| Andet               | Loveseats på bagerste række med opløftelige armlæn. Kan vise Sony 4K. Der findes VIP-sæder på række 6. |